# Blepharita vultarina
Blepharita vultarina är en fjärilsart som beskrevs av Freyer 1827. Blepharita vultarina ingår i släktet Blepharita och familjen nattflyn. Inga underarter finns listade i Catalogue of Life.